# Krčín (Nové Město nad Metují)
Krčín  (deutsch Rodwald) ist ein Ortsteil der Stadt Nové Město nad Metují (Neustadt an der Mettau) im Okres Náchod in Tschechien. Es gehört geomorphologisch zur Novoměstská tabule (Neustädter Tafel) und liegt an beiden Ufern der Metuje (Mettau).

## Geographie
Krčín liegt nordwestlich des Stadtzentrums von Nové Město nad Metují. Nachbarorte sind Šonov und Václavice im Norden, Vrchoviny (Werchowin), Přibyslav und Jestřebí im Nordosten, Libchyně und Mezilesí im Osten, Chlistov und Spy (Spie) im Südosten, sowie Nahořany im Westen. Dort befindet sich auch der Stausee Rozkoš.

## Geschichte
Die Veste Krčín, die urkundlich für die Jahre 1360 und 1388 belegt ist, wurde vermutlich im 13. Jahrhundert errichtet. Damals gehörte Krčín dem Beneš von Krčín. Für das Jahr 1335 ist als Besitzer Hajman von Dubá auf Náchod belegt. 1360 gelangte es an Čeněk von Pottenstein bzw. von Žampach, dem sein Sohn Václav folgte. Von 1388 bis 1408 gehörte es dem Beneš von Rýzmburk auf Krčín, dem Aleš und Sezema von Rýzmburk folgten. In einer Urkunde aus dem Jahre 1403 wird auch eine Burg Krčín erwähnt. Nach mündlichen Überlieferungen soll sie östlich der Siedlung Krčín oberhalb der Mettau auf einem Platz gestanden sein, der als „Hradiště“ (Burgstätte) bezeichnet wurde. In den Hussitenkriegen überfiel der Jaroměřer Stadthauptmann Hynek von Červená Hora, der auf Seiten des Königs Sigismund stand, das Hussitenstädtchen Krčín und zerstörte es. Zur Burgherrschaft Krčín gehörten neben Krčín mit seiner Veste und einem Vorwerk die Ortschaften Sendraž, Mezilesí, Libchyně, Nahořany und Dolsko (Talgrund) sowie Anteile von Doubravice (Daubrawitz), Šonov, Vrchoviny und Přibyslav.
1483 erwarb Jan Černčický von Kácov auf Černčice Krčíner Güter und versuchte, das zerstörte Städtchen neu zu gründen. Da er damit keinen Erfolg hatte, gründete er 1501 auf dem ehemaligen Hradiště die Stadt Nové Město nad Metují (Neustadt an der Mettau). Dorthin übertrug er 1503 sämtliche Rechte sowie die königlichen Privilegien von Krčín. Dadurch kam es zur Verarmung des Städtchens Krčín, das nachfolgend zu einem Dorf herabsank.
Nach der Aufhebung der Patrimonialherrschaften bildete Krčín ab 1849 eine Gemeinde im Gerichtsbezirk Neustadt und ab 1868 im Bezirk Neustadt. Nach der Aufhebung des Okres Nové Město nad Metují wurde Krčín 1948 dem Okres Dobruška zugeordnet, der bei der Gebietsreform von 1960 aufgelöst wurde. Am 28. Januar 1949 wurde Krčín nach Nové Město nad Metují eingemeindet. 
1907 wurde das Krčíner Rathaus errichtet, 1910 ein Elektrizitätswerk und 1937 eine Turnhalle. Für das Jahr 1930 sind in Krčín 1323 Einwohner belegt, davon 1314 Tschechen.

## Sehenswürdigkeiten
- Die Heilig-Geist-Kirche (Kostel svatého Ducha) wurde erstmals Ende des 13. Jahrhunderts erwähnt. Sie ist eine der ältesten Kirchen in Ostböhmen und war bis 1567 Pfarrkirche. Danach wurde sie zur Filialkirche der Neustädter Dreifaltigkeitskirche abgestuft.